# Leonard Dawe
Sydney Leonard Dawe (3 de novembro de 1889 - 12 de Janeiro de 1963) foi um futebolista amador da Associação de Futebol inglesa que jogou na Southern League pela Southampton entre 1912 e 1913, e fez uma aparição para o equipe amadora da Inglaterra em 1912. Mais tarde, tornou-se um professor e compilador de palavras cruzadas  para o jornal The Daily Telegraph e, em 1944, foi interrogado por suspeita de espionagem  para o desembarque na Normandia.

## O início da carreira
Dawe nasceu em Brentford no oeste de Londres e foi educado em Portsmouth Grammar School, antes de ir até Emmanuel College na Universidade de Cambridge. Em seu último ano na universidade, jogou na partida de futebol pelo Universidade de Cambridge(blue) em 1912 contra o Universidade de Oxford marcando na vitória de 3 a 1 da sua equipe.

## Carreira no futebol
Em março de 1912, assinado em termos de amador para Southampton da Southern League, fazendo sua estréia na vitória por 1 a 0 sobre o Plymouth Argyle em 30 de março. Em sua estreia, ele colocou no único gol do jogo para Percy Prince. O jornal local diário,Southern Daily Echo,  relatou que "Dawe era decididamente valente para 'entrar nisso'". Dawe sempre entrou em campo usando óculos e uma de suas lentes foi quebrada durante o seu jogo de estreia.
Dawe continuou a fazer aparições ocasionais em Southampton para os próximos doze meses, embora os seus estudos e carreira docentes impediam de aparecer com mais freqüência. Em suas onze aparições no campeonato pelos "Saints"(santos), ele marcou três gols, inclusive dois contra Watford de 13 de abril de 1912. Dawe era um membro da equipe nacional do Reino Unido para o Jogos Olímpicos de 1912 em Estocolmo, Suécia, mas não foi selecionado para jogar. Ele, no entanto, fez uma apresentação para na equipe amadora inglesa quando ele jogou contra a Irlanda(1882-1950) em Belfast, em Outubro de 1912.
Até o final da temporada 1912-1913, Dawe tinha cortado a sua ligação com Southampton e aderiu à Ilford no nordeste de Londres.

## Magistério
Em 1913, Dawe obteve uma posição no ensino de ciências em Forest School (Walthamstow), na área do nordeste de Londres]] antes de ingressar na Escola de São Paulo com base em Barnes. Em 1926, juntou-se Strand School em Tulse Hill no sul de Londres, progredindo para se tornar professor. Dawe foi descrito como um "disciplinador e um homem de princípios extremamente elevados". Na Strand School, ele era conhecido como "saco de dinheiro", em alusão a suas iniciais, símbolo da libra(L).S.D.(Libra, shilling coin e pence).

## Carreira militar
Durante a Primeira Guerra Mundial, Dawe foi comissionado como segundo-tenente para o serviço com a escola florestal Officer Training Corps em 20 de fevereiro de 1915, transferindo para o Hampshire Regiment de reserva "local" em 09 de maio de 1916. Embora com o Regimento de Hampshire, ele serviu na campanha na Mesopotâmia a partir de setembro de 1917.
Após a guerra, foi transferido como um tenente a partir de um batalhão de serviços de Hampshire a St Paul's School OTC, em 29 de abril de 1920, sendo promovido a major em St Paul's OTC no dia 25 agosto de 1926, mas renunciou em 16 de outubro de 1926

## Compilador de palavras cruzadas
Em 1925, começou a compilar palavras cruzadas de The Daily Telegraph e foi um dos primeiros a usar compiladores pistas enigmáticas. O primeiro Daily Telegraph com as cruzadas compiladas por Dawes, apareceu em 30 de julho de 1925, continuando a fazê-lo até a sua morte em 1963.

### Dieppe
Durante a Segunda Guerra Mundial a Strand School foi evacuada a Effingham em Surrey.
Dois dias antes da desastrosa Dieppe Raid em agosto de 1942, a pista "porto francês (6)" apareceu nas cruzadas (compilado por Dawe), seguido pela solução Dieppe no dia seguinte, em 19 de agosto, a incursão em Dieppe ocorreu. O objetivo foi apreender e realizar um grande porto por um período curto, tanto para provar que era possível e recolher informações dos prisioneiros capturados e materiais ao avaliar as respostas alemã. Os Aliados também queria destruir as defesas costeiras, estruturas portuárias e todos os edifícios estratégicos. Nenhum principais objectivos da incursão foi realizada. Um total de 3.623 dos 6.086 homens que fizeram em terra foram mortos, feridos ou capturados. As forças aéreas aliadas não conseguiu atrair a Luftwaffe em campo aberto, e perdeu 106 aviões.
O Gabinete de Guerra suspeitava de que as palavras cruzadas foram usadas para passar informação ao inimigo e chamado John Buchan, segundo Barão de Tweedsmuir, então um alto oficial de inteligência ligados ao Exército canadense, para investigar as palavras cruzadas. Tweedsmuir, filho de John Buchan do autor, comentou mais tarde:
 "Percebemos que as palavras cruzadas continha a palavra "Dieppe", e havia uma investigação imediata e exaustiva, que envolveu MI5. Mas no final, concluiu-se que era apenas uma coincidência notável - um acaso completo.

### As palavras cruzadas do Dia D
Em maio de 1944, Utah apareceu como uma solução nas palavras cruzadas de Daily Telegraph que teria grandes repercussões. Utah era também o nome de código para o Dia-D atribuído ao Quarta Divisão de Infantaria dos Estados Unidos . Isso teria sido considerado uma coincidência, no entanto, nos meses anteriores as palavras soluçãoJuno, Gold e Sword(todos codinomes para as praias atribuídas aos britânicos) tinham aparecido e, em seguida, em 22 de maio de 1944 surgiu uma pista com a solução de Omaha(nome de código para a praia do Dia D a ser tomada pelo Primeira Divisão de Infantaria dos Estados Unidos)). Overlord(nome de código para a operação do Dia D) apareceu em 27 de maio e continuou com o padrão Mulberry(codinome para os portos flutuantes utilizadas nos desembarques) aparecendo em 30 de Maio até que, finalmente, em 01 de junho, a solução na vertical 15 foi Netuno(nome de código durante a fase de ataque naval).
MI5 envolveu-se e convidou Dawe, o compilador do quebra-cabeças em questão, em sua casa em Leatherhead. Dawe recordou o episódio em uma entrevista de TV BBC, em 1958. No entanto, uma explicação de como as palavras-código veio a aparecer no papel surgiu apenas em 1984. De acordo com Ronald French, um gerente da propriedade em Wolverhampton, veio para dizer que, como um garoto de 14 anos  na escola em 1944, ele inseriu os nomes para os enigmas. De acordo com o francês, Dawe ocasionalmente convidou os alunos para seu estudo e encorajou-os a ajudar a preencher os padrões de palavras cruzadas em branco. Mais tarde, Dawe criaria pistas para palavras a sua solução. French afirmou que durante as semanas antes do Dia D, ele tinha aprendido os codinomes de soldados canadenses e americanos alojados perto da escola, esperando a invasão. French acredita que centenas de crianças em idade escolar deve ter sabido que ele sabia.

## Quest
Em 1992, a vida de Dawe foi a base para um álbum, "Quest", da banda, Final Conflict - o álbum é acerca de um ordinário homem como Dawe imaginando que está em julgamento para os fracassos em sua vida.